# Lugán
Lugán es una localidad española perteneciente municipio de Vegaquemada, en la provincia de León, comunidad autónoma de Castilla y León. Está ubicada a orillas del río Porma, a mitad de camino entre Barrio de Nuestra Señora y Boñar. En 2017 tenía una población de 76 habitantes.
Dista 3 km aproximadamente, aguas abajo del río, de la capital del municipio, la localidad de igual nombre, Vegaquemada.
La altitud del pueblo de Lugán se sitúa entre los 900 y los 920 m, tiene un pronunciado desnivel, con la curiosidad de que, el barrio más elevado, se le llama «barrio de abajo», al igual que el de la parte baja, se llama «barrio de arriba» (por encontrarse más al norte y por la parte que ingresan las aguas en el poblado).
Cruzando el pueblo, se accede por la pista (9 km) al Centro Cinegético Experimental de Valsemana. A ambos lados de la pista, se encuentran los dos valles de Hontoria y Juncosa.